# Myzostoma cirricostatum
Myzostoma cirricostatum is een ringworm uit de familie Myzostomatidae.
Myzostoma cirricostatum werd in 1937 voor het eerst wetenschappelijk beschreven door Jägersten.